# バレーボールエジプト女子代表
バレーボールエジプト女子代表（バレーボールエジプトじょしだいひょう）は、バレーボールの国際大会で編成されるエジプトの女子バレーボールナショナルチームである。

## 歴史
1947年に国際バレーボール連盟へ加盟。1976年アフリカ選手権に初出場し優勝した。2003年に2回目の優勝を飾り、2003年ワールドカップに出場するも出場国中最下位の12位に終わり、2004年1月に行われたアテネオリンピックアフリカ予選も敗退した。世界選手権の初出場は1990年大会で16位。2002年大会から連続出場を果たしていたが、2009年7月に行われた2010年世界選手権アフリカ予選でグループ2位で敗退した。

## 過去の成績

### オリンピックの成績
- 2004年 - アフリカ予選敗退
- 2008年 - 不出場
- 2012年 - アフリカ予選敗退
- 2016年 - 最終予選出場辞退

### 世界選手権の成績
1952年から1986年まで出場なし
- 1990年 - 16位
- 1994年 - 不出場
- 1998年 - アフリカ予選敗退
- 2002年 - 21位
- 2006年 - 21位
- 2010年 - アフリカ予選敗退

### ワールドカップの成績
- 1995年 - 12位
- 2003年 - 12位

### アフリカ選手権の成績
- 1976年 - 優勝
- 1985年 - 準優勝
- 1987年 - 3位
- 1991年 - 準優勝
- 1993年 - 準優勝
- 2003年 - 優勝
- 2005年 - 3位
- 2007年 - 4位